# علشان عيونك (فلم)
علشان عيونك هو فيلم دراما مصري من إخراج أحمد بدرخان وبطولة عبد العزيز محمود، نوال، شكري سرحان، ماري منيب، سليمان نجيب، زوزو ماضي، حسن فايق وزينات صدقي، صدر الفيلم في 1 نوفمبر 1954.

## نبذه
رغم صوته الجميل، فإن المطرب الشاب لا يستطيع استكمال رسالته الفنية، فهو يواجه متاعب مع والد حبيبته العزيزة نوال، حيث قامت امرأة أبيها بخطبتها لأحد عشاقها، يجاهد المطرب الشاب في إفشال هذه الخطبة، والحصول على حبيبته، يحقق المطرب شهرة في عالم الفن، ويصبح أحد نجوم الطرب المرموقين.

## طاقم العمل
- عبد العزيز محمود بدور بدر
- نوال بدور سناء
- شكري سرحان بدور فوزي
- ماري منيب بدور أم بيرم
- سليمان نجيب بدور هارون
- زوزو ماضي بدور علية
- حسن فايق بدور الأستاذ رفيع
- زينات صدقي بدور لواحظ

## وصلات خارجية
- مقالات تستعمل روابط فنية بلا صلة مع ويكي بيانات